# Museu Jacquemart-André

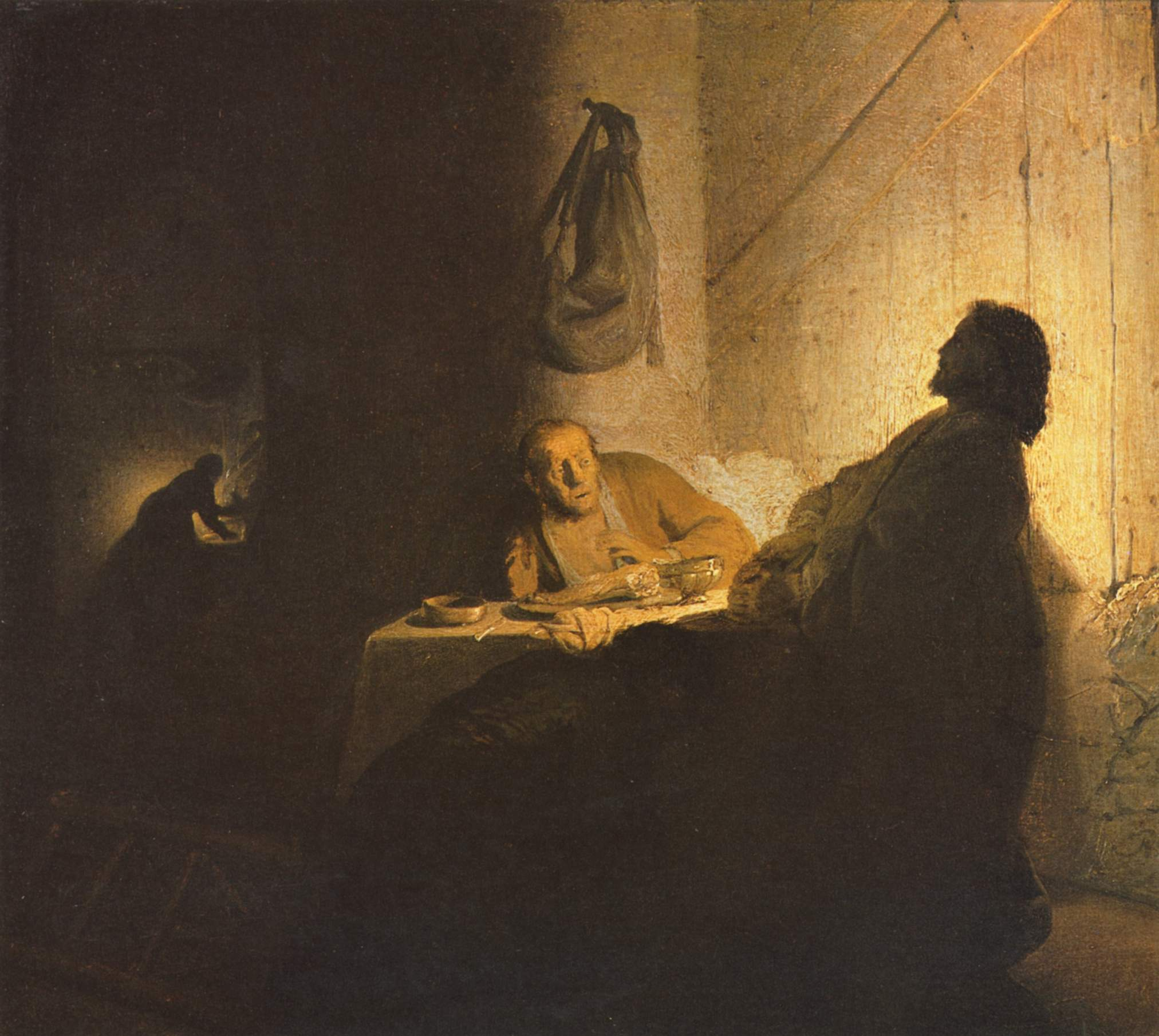
Crist en Emaús, obra de Rembrandt, h. 1628, Museu Jacquemart André, París.

El Museu Jacquemart-André, oficialment i en francès Musée Jacquemart-André  és un museu d'origen privat situat en el número 158 del Boulevard Haussmann a París.

## Història
El museu va ser creat per Édouard André i Nélie Jacquemart amb la finalitat d'exhibir la col·lecció privada d'art que havien reunit al llarg de les seves vides. Van donar la seva mansió, construïda entre 1869 i 1875 per l'arquitecte Henri Parent, i la seva col·lecció, a l'Institut de França, el qual posteriorment ho va obrir al públic el 1913.
La mansió manté la seva decoració original. L'edifici s'ofereix per a actes socials i compte amb una cafeteria considerada «la més bella de París».

## Col·lecció
El museu presenta obres elaborades per Marie-Louise-Élisabeth Vigée-Lebrun, Paolo Uccello (Sant Jordi i el drac), Canaletto, Jean-Marc Nattier, Alfred Boucher, Rembrandt (Crist en Emaús), Antoon van Dyck (El Temps talla les ales a Cupido), Frans Hals, Giovanni Battista Tiepolo, Jacques-Louis David, Thomas Lawrence, Joshua Reynolds, Thomas Gainsborough, Gian Lorenzo Bernini, Sandro Botticelli, Andrea Mantegna (Ecce Homo), Jean-Honoré Fragonard, i Jean Siméon Chardin. També es troba el Llibre d'hores de Boucicaut, unes miniatures il·luminades gòtiques fetes per encàrrec del mariscal Boucicaut entre 1410 i 1415.